# Karabin maszynowy UKM-2000

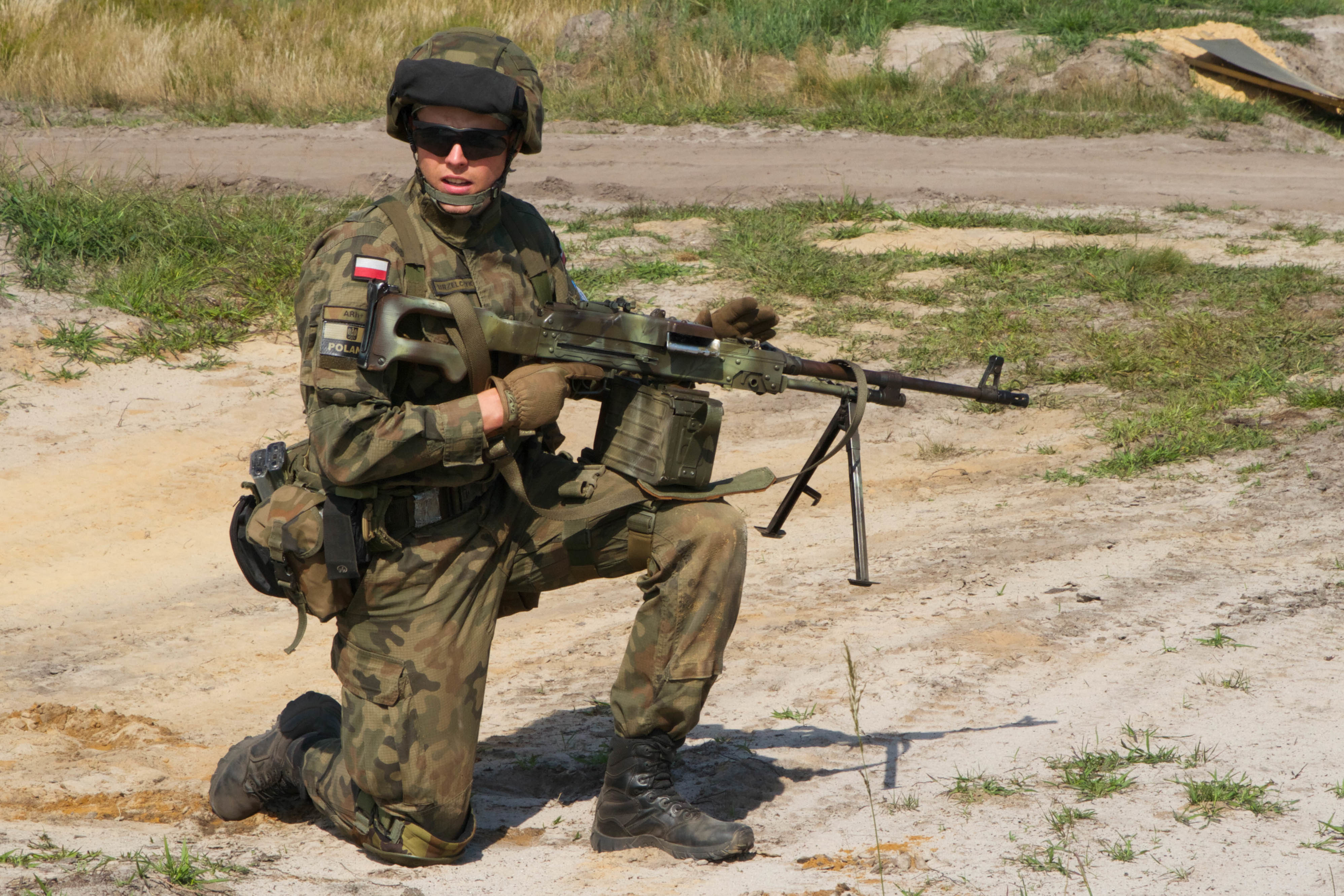
UKM-2000P

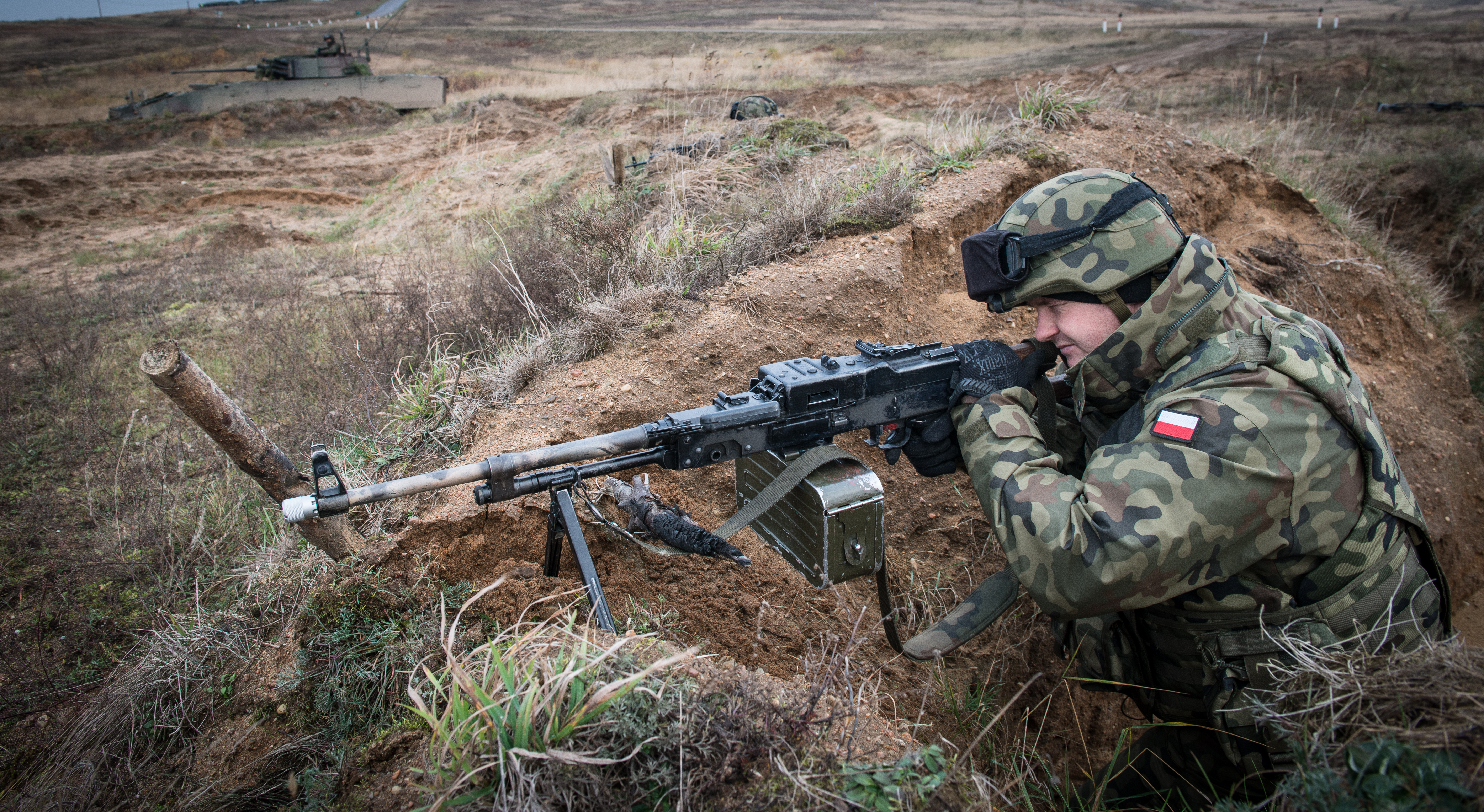
UKM-2000P

UKM-2000 – polski uniwersalny karabin maszynowy, używany od pierwszej dekady XXI w. w Siłach Zbrojnych RP.

## Historia konstrukcji
W związku z perspektywą przystąpienia Polski do NATO (w marcu 1999 roku), pojawił się problem przystosowania broni znajdującej się na uzbrojeniu Sił Zbrojnych RP do standardowej amunicji natowskiej. Decyzję o tym podjęto zarządzeniem Szefa Sztabu Generalnego w sprawie unifikacji kalibrów z 1996 roku. Po wprowadzeniu na stan Sił Zbrojnych karabinka automatycznego wz. 1996 (5,56 × 45 NATO), pistoletu WIST-94 i pistoletu maszynowego wz. 84 (9 × 19 mm NATO), postanowiono opracować nowy uniwersalny karabin maszynowy. Konstrukcję oparto na sprawdzonym i udanym ukm-ie PKM konstrukcji radzieckiej, produkowanym na licencji w zakładach H. Cegielski – Poznań. Już wcześniej opracowano tam modyfikację tej broni, tworząc w 1995 roku karabin maszynowy PKM-NATO na naboje 7,62 × 51 mm. Był on badany w 1997 roku, ale nie został przyjęty na uzbrojenie, między innymi z uwagi na zachowanie pośredniego dosyłania amunicji i niezgodnej ze standardem NATO, niewymiennej z innymi konstrukcjami taśmy nabojowej. Wskazało to na konieczność głębszego przekonstruowania broni. Prace badawczo-konstrukcyjne rozpoczęto w 1998 roku w Instytucie Techniki Uzbrojenia Wojskowej Akademii Technicznej we współpracy z zakładami H. Cegielski – Poznań. Modele broni poddano próbom w pierwszej połowie 2000 roku, wraz z opracowaną w Polsce amunicją standardu NATO.
Podstawową zmianą była zmiana amunicji 7,62 × 54 mm R na natowską 7,62 × 51 mm i taśmy ciągłej na rozsypną natowską M13 (jej polskim odpowiednikiem jest taśma GSM-01), co wiązało się także ze zmianą mechanizmu zasilania. Nowa taśma i amunicja pozwoliły uprościć konstrukcję karabinu poprzez zastosowanie bezpośredniego dosyłania amunicji. Karabiny maszynowe systemu UKM-2000 mogą być używane na dotychczasowo używanych podstawach 6T5, a wersja pokładowa montowana w miejscu PKT. Jednakże, w celu zachowania zgodności z używanymi w Polsce podstawami, zachowano nietypowe dla konstrukcji NATOwskich zasilanie taśmą z prawej strony, zamiast z lewej. W 2000 powstały prototypy karabinów maszynowych: UKM-2000P (piechoty, standardowy ukm z lufą długości 547 mm), UKM-2000D (desantowy, ze składaną kolbą i lufą 547 mm) i UKM-2000C (czołgowy – pokładowy karabin maszynowy wyposażony w elektrospust, z lufą 636 mm). W 2008 roku opracowano też wersję pokładową UKM-2000CL z lewostronnym podawaniem taśmy nabojowej. Prototypy broni zbudowano w zakładach H. Cegielski w Poznaniu, lecz w 2000 roku zdecydowano o zakończeniu tam produkcji broni strzeleckiej, po czym oprzyrządowanie oraz dokumentację przekazano w 2003 roku do Zakładów Mechanicznych „Tarnów”. W 2004 wyprodukowano tam 30 egzemplarzy (po 10) partii próbnej i w tym roku zakończono też badania kwalifikacyjne (państwowe). W 2005 broń została przyjęta na uzbrojenie Wojska Polskiego.
UKM-2000 jest produkowany seryjnie i został wprowadzony do uzbrojenia Wojska Polskiego jako uniwersalny karabin maszynowy wz. 2000. Początkowo do armii trafiła krótka seria próbna karabinów w wersji D i P, a na większą skalę dostarczano tylko czołgowe UKM-2000C instalowane w KTO Rosomak. Większe zakupy UKM-2000P rozpoczęły się w 2007 roku, po wyposażeniu broni na żądanie wojska we wspornik pod szynę montażową do celowników. Zgodnie z planami do końca tego roku Wojsko Polskie miało odebrać 130 ukm-ów w wersji P (odmiana z szyną montażową STANAG 2324 na pokrywie komory zamkowej). Powstał także w 2007 projekt wersji wyposażonej w stałą kolbę teleskopową o regulowanej długości, lecz nie trafił do produkcji.
W 2008 Ministerstwo Obrony Narodowej zakupiło 252 UKM-2000P. Do końca 2011 dostarczono 1000 seryjnych UKM-2000 (w tym 655 wersji P, 337 wersji C i 8 wersji D). W 2011 podpisano umowę na dostawę kolejnych 239 UKM-2000P.
UKM-2000 w wersjach C i P znajdowały się na wyposażeniu polskich pododdziałów wchodzących w skład sił ISAF w Afganistanie. UKM-2000D (desantowe) są używane przez Żandarmerię Wojskową.

### Zmodernizowany UKM-2000
Na podstawie doświadczeń bojowych w 2011 na Wojskowej Akademii Technicznej podjęto prace nad ulepszeniem broni, pod nieformalnym oznaczeniem UKM-2013. Prace nad modernizacją podjęto następnie u wytwórcy – w Zakładach Mechanicznych „Tarnów”, które doprowadziły do opracowania w 2015 zmodyfikowanego UKM-2000, o polepszonej ergonomii i niezawodności. Wprowadzono 26 zmian, skutkujących wprowadzeniem 69% nowych zespołów i elementów (14% pozostawało z poprzedniego modelu a 17% z PKM). Najbardziej widoczną zmianą stała się nowa kolba, zastępująca wywodzącą się z PKM – składana na bok, o regulowanym wysunięciu stopki, z regulowaną poduszką podpoliczkową i chwytem dla ręki podtrzymującej broń. Lepiej ukształtowano chwyt pistoletowy i wysuwaną rękojeść lufy. Wprowadzono możliwość domontowania chwytu przedniego i zespół dwóch szyn montażowych na osłonie rury gazowej. Dostosowano broń do dowolnego rodzaju amunicji 7,62 × 51 mm (poprzednio jedynie do amunicji polskiej produkcji, różniącej się prędkością wylotową). Wprowadzono wiele ulepszeń mechanizmów broni. Metalowe skrzynki amunicyjne zostały zastąpione przez lżejsze miękkie torby na 100 lub 150 nabojów w taśmie. Wzrosła jednak o około 1,7 kg ogólna masa broni, głównie z powodu nowej kolby, co jest niekorzystne. Na etapie rozwoju broń była określana jako UKM-2000M, lecz oficjalnym oznaczeniem pozostało UKM-2000P.
W 2015 Inspektorat Uzbrojenia poinformował o podpisaniu umowy z Zakładami Mechanicznymi „Tarnów” na zakup 378 kolejnych karabinów maszynowych UKM-2000P kalibru 7,62 mm. Wartość kontraktu wynosi 24 759 000 złotych łącznie z VAT (23%). Istnieje możliwość modyfikacji starszych UKM-2000P do wersji zmodernizowanej.
W 2017 Inspektorat Uzbrojenia poinformował o prowadzonych rozmowach dotyczących zakupu i dostarczenia w latach 2017–2019 ponad 2 tysięcy sztuk karabinów maszynowych UKM-2000P dla potrzeb pododdziałów Wojsk Obrony Terytorialnej.

## Opis konstrukcji
Uniwersalny karabin maszynowy UKM-2000 jest zespołową bronią samoczynną. Zasada działania oparta na odprowadzaniu gazów prochowych przez boczny otwór w lufie. Ryglowanie przez obrót zamka. Mechanizm spustowy umożliwia tylko ogień ciągły. Łuski wyrzucane są na lewą stronę. Zasilanie jest taśmowe z taśmy rozsypnej M13 lub polskiej GSM-01, niedopuszczalne jest stosowanie niemieckiej taśmy DM13 (pomimo że także ona jest zgodna ze STANAG). Mechanizm zasilania wzorowany jest na powszechnie stosowanym wzorcu wprowadzonym przez karabin maszynowy MG 42, natomiast z uwagi na specyfikę PKM, taśma podawana jest z prawej strony, odmiennie od większości konstrukcji zachodnich. Jeśli karabin jest używany jako ręczny karabin maszynowy, taśma o pojemności 100 naboi jest przechowywana w blaszanej skrzynce amunicyjnej przyłączonej pod komorą zamkową broni (masa skrzynki z taśmą 3,9 kg). Zapewnia to dobre wyważenie broni w odróżnieniu od części konstrukcji zachodnich, w których łuski wyrzucane są w dół i skrzynka nabojowa jest niesymetryczna. Jako ciężki karabin maszynowy karabin jest używany z taśmą o pojemności 200 naboi (skrzynka amunicyjna jest w takim przypadku ustawiana obok broni, masa skrzynki 8 kg). Karabin posiada lufę szybkowymienną, zakończoną szczelinowym tłumikiem płomienia. Przyrządy celownicze składają się z muszki stałej i nastawnego celownika krzywkowego.

## Użytkownicy
- Polska
- Nigeria[12]